# Кубок Англії з футболу 2000—2001
Кубок Англії з футболу 2000—2001 — 120-й розіграш найстарішого футбольного турніру у світі, Кубка виклику Футбольної Асоціації, також відомого як Кубок Англії.

## Кваліфікаційні раунди
Усі клуби, що беруть участь у змаганнях, але не грають Прем'єр-лізі або в Чемпіоншипі повинні пройти кваліфікаційні раунди.

## Перший раунд
На цій стадії турніру починають грати клуби з Першої та Другої ліг.
| Дата                      | Господарі              | Рахунок | Гості                    |
| ------------------------- | ---------------------- | ------- | ------------------------ |
| 17 листопада              | Лутон Таун             | 1:0     | Рашден енд Даймондс      |
| 18 листопада              | Олдершот Таун          | 2:6     | Брайтон енд Гоув Альбіон |
| 18 листопада              | Барнет                 | 2:1     | Гемптон енд Річмонд Боро |
| 18 листопада              | Барроу                 | 0:2     | Лейтон Орієнт            |
| 18 листопада              | Блекпул                | 3:1     | Телфорд Юнайтед          |
| 18 листопада              | Борнмут                | 2:0     | Свонсі Сіті              |
| 18 листопада              | Брентфорд              | 1:3     | Кінгстоніан              |
| 18 листопада              | Бері                   | 1:1     | Нортвіч Вікторія         |
| 28 листопада Перегравання | Нортвіч Вікторія       | 1:0     | Бері                     |
| 18 листопада              | Кембридж Юнайтед       | 2:1     | Рочдейл                  |
| 18 листопада              | Карлайл Юнайтед        | 5:1     | Вокінг                   |
| 18 листопада              | Челтенгем Таун         | 4:1     | Шрусбері Таун            |
| 18 листопада              | Честер Сіті            | 1:1     | Плімут Аргайл            |
| 28 листопада Перегравання | Плімут Аргайл          | 1:2 дч  | Честер Сіті              |
| 18 листопада              | Честерфілд             | 0:1     | Бристоль Сіті            |
| 18 листопада              | Дагенем енд Ребридж    | 3:1     | Хейз                     |
| 18 листопада              | Дарлінгтон             | 6:1     | Садбері                  |
| 18 листопада              | Форест Грін Роверс     | 0:3     | Моркам                   |
| 18 листопада              | Галіфакс Таун          | 0:2     | Гейтсхед                 |
| 18 листопада              | Гевент енд Вотерлувіль | 1:2     | Саутпорт                 |
| 18 листопада              | Генсфорд Таун          | 2:4     | Олдем Атлетік            |
| 18 листопада              | Кеттерінг Таун         | 0:0     | Галл Сіті                |
| 28 листопада Перегравання | Галл Сіті              | 0:1     | Кеттерінг Таун           |
| 18 листопада              | Кіддермінстер Гарріерз | 0:0     | Бертон Альбіон           |
| 28 листопада Перегравання | Бертон Альбіон         | 2:4     | Кіддермінстер Гарріерз   |
| 18 листопада              | Лінкольн Сіті          | 4:0     | Брекнелл Таун            |
| 18 листопада              | Маклсфілд Таун         | 0:1     | Оксфорд Юнайтед          |
| 18 листопада              | Менсфілд Таун          | 1:1     | Пітерборо Юнайтед        |
| 28 листопада Перегравання | Пітерборо Юнайтед      | 4:0     | Менсфілд Таун            |
| 18 листопада              | Нортгемптон Таун       | 4:0     | Фріклі Атлетік           |
| 18 листопада              | Редінг                 | 4:0     | Грейс Атлетік            |
| 18 листопада              | Сканторп Юнайтед       | 3:1     | Гартліпул Юнайтед        |
| 18 листопада              | Сток Сіті              | 0:0     | Нанітон Боро             |
| 28 листопада Перегравання | Нанітон Боро           | 1:0     | Сток Сіті                |
| 18 листопада              | Свіндон Таун           | 4:1     | Ілкстон Таун             |
| 18 листопада              | Торкі Юнайтед          | 1:1     | Саутенд Юнайтед          |
| 28 листопада Перегравання | Саутенд Юнайтед        | 2:1 дч  | Торкі Юнайтед            |
| 18 листопада              | Волсолл                | 4:0     | Ексетер Сіті             |
| 18 листопада              | Віган Атлетік          | 3:1     | Дорчестер Таун           |
| 18 листопада              | Рексем                 | 0:1     | Ротергем Юнайтед         |
| 18 листопада              | Вікем Вондерерз        | 3:0     | Герроу Боро              |
| 18 листопада              | Йовіл Таун             | 5:1     | Колчестер Юнайтед        |
| 19 листопада              | Кенві Айленд           | 4:4     | Порт Вейл                |
| 28 листопада Перегравання | Порт Вейл              | 1:2 дч  | Кенві Айленд             |
| 19 листопада              | Кардіфф Сіті           | 5:1     | Бристоль Роверз          |
| 19 листопада              | Лі РМІ                 | 0:3     | Міллволл                 |
| 19 листопада              | Редкліфф Боро          | 1:4     | Йорк Сіті                |
| 8 грудня                  | Грейвсенд енд Нортфліт | 1:2     | Ноттс Каунті             |

## Другий раунд
До другого раунду увійшли переможці першого раунду.
| Дата                   | Господарі              | Рахунок | Гості                    |
| ---------------------- | ---------------------- | ------- | ------------------------ |
| 8 грудня               | Волсолл                | 2:1     | Барнет                   |
| 9 грудня               | Свіндон Таун           | 5:0     | Гейтсхед                 |
| 9 грудня               | Борнмут                | 3:0     | Нанітон Боро             |
| 9 грудня               | Сканторп Юнайтед       | 2:1     | Брайтон енд Гоув Альбіон |
| 9 грудня               | Кіддермінстер Гарріерз | 0:2     | Карлайл Юнайтед          |
| 9 грудня               | Кардіфф Сіті           | 3:1     | Челтенгем Таун           |
| 9 грудня               | Йорк Сіті              | 2:2     | Редінг                   |
| 19 грудня Перегравання | Редінг                 | 1:3     | Йорк Сіті                |
| 9 грудня               | Честер Сіті            | 3:2     | Оксфорд Юнайтед          |
| 9 грудня               | Дарлінгтон             | 0:0     | Лутон Таун               |
| 19 грудня Перегравання | Лутон Таун             | 2:0     | Дарлінгтон               |
| 9 грудня               | Ротергем Юнайтед       | 1:0     | Нортгемптон Таун         |
| 9 грудня               | Бристоль Сіті          | 3:1     | Кеттерінг Таун           |
| 9 грудня               | Нортвіч Вікторія       | 3:3     | Лейтон Орієнт            |
| 20 грудня Перегравання | Лейтон Орієнт          | 3:2 дч  | Нортвіч Вікторія         |
| 9 грудня               | Саутпорт               | 1:2     | Кінгстоніан              |
| 9 грудня               | Лінкольн Сіті          | 0:1     | Дагенем енд Ребридж      |
| 9 грудня               | Моркам                 | 2:1     | Кембридж Юнайтед         |
| 10 грудня              | Кенві Айленд           | 1:2     | Саутенд Юнайтед          |
| 10 грудня              | Блекпул                | 0:1     | Йовіл Таун               |
| 10 грудня              | Міллволл               | 0:0     | Вікем Вондерерз          |
| 19 грудня Перегравання | Вікем Вондерерз        | 2:1     | Міллволл                 |
| 10 грудня              | Пітерборо Юнайтед      | 1:1     | Олдем Атлетік            |
| 19 грудня Перегравання | Олдем Атлетік          | 0:1     | Пітерборо Юнайтед        |
| 12 грудня              | Віган Атлетік          | 1:1     | Ноттс Каунті             |
| 19 грудня Перегравання | Ноттс Каунті           | 2:1 дч  | Віган Атлетік            |

## Третій раунд
Переможці другого раунду зіграли з усіма командами з Прем'єр-ліги та Чемпіоншипу.
| Дата                  | Господарі            | Рахунок      | Гості                   |
| --------------------- | -------------------- | ------------ | ----------------------- |
| 6 січня               | Блекберн Роверз      | 2:0          | Честер Сіті             |
| 6 січня               | Моркам               | 0:3          | Іпсвіч Таун             |
| 6 січня               | Лідс Юнайтед         | 1:0          | Барнслі                 |
| 6 січня               | Дербі Каунті         | 3:2          | Вест Бромвіч Альбіон    |
| 6 січня               | Вотфорд              | 1:2          | Евертон                 |
| 6 січня               | Карлайл Юнайтед      | 0:1          | Арсенал                 |
| 6 січня               | Волсолл              | 2:3          | Вест Гем Юнайтед        |
| 6 січня               | Свіндон Таун         | 0:2          | Ковентрі Сіті           |
| 6 січня               | Болтон Вондерерз     | 2:1          | Йовіл Таун              |
| 6 січня               | Саутенд Юнайтед      | 0:1          | Кінгстоніан             |
| 6 січня               | Гаддерсфілд Таун     | 0:2          | Бристоль Сіті           |
| 6 січня               | Лестер Сіті          | 3:0          | Йорк Сіті               |
| 6 січня               | Чарльтон Атлетик     | 1:1          | Дагенем енд Ребридж     |
| 27 січня Перегравання | Дагенем енд Ребридж  | 0:1 дч       | Чарльтон Атлетик        |
| 6 січня               | Борнмут              | 2:3          | Джиллінгем              |
| 6 січня               | Челсі                | 5:0          | Пітерборо Юнайтед       |
| 6 січня               | Вімблдон             | 2:2          | Ноттс Каунті            |
| 27 січня Перегравання | Ноттс Каунті         | 0:1 дч       | Вімблдон                |
| 6 січня               | Лейтон Орієнт        | 0:1          | Тоттенгем Готспур       |
| 6 січня               | Бернлі               | 2:2          | Сканторп Юнайтед        |
| 23 січня Перегравання | Сканторп Юнайтед     | 1:1 пен. 5:4 | Бернлі                  |
| 6 січня               | Престон Норт-Енд     | 0:1          | Стокпорт Каунті         |
| 6 січня               | Манчестер Сіті       | 3:2          | Бірмінгем Сіті          |
| 6 січня               | Портсмут             | 1:2          | Транмер Роверз          |
| 6 січня               | Сандерленд           | 0:0          | Крістал Пелес           |
| 17 січня Перегравання | Крістал Пелес        | 2:4 дч       | Сандерленд              |
| 6 січня               | Кардіфф Сіті         | 1:1          | Кру Александра          |
| 16 січня Перегравання | Кру Александра       | 2:1          | Кардіфф Сіті            |
| 6 січня               | Саутгемптон          | 1:0          | Шеффілд Юнайтед         |
| 6 січня               | Ліверпуль            | 3:0          | Ротергем Юнайтед        |
| 6 січня               | Вікем Вондерерз      | 1:1          | Грімсбі Таун            |
| 16 січня Перегравання | Грімсбі Таун         | 1:3          | Вікем Вондерерз         |
| 6 січня               | Лутон Таун           | 3:3          | Квінз Парк Рейнджерс    |
| 17 січня Перегравання | Квінз Парк Рейнджерс | 2:1 дч       | Лутон Таун              |
| 6 січня               | Шеффілд Венсдей      | 2:1          | Норвіч Сіті             |
| 7 січня               | Ньюкасл Юнайтед      | 1:1          | Астон Вілла             |
| 17 січня Перегравання | Астон Вілла          | 1:0          | Ньюкасл Юнайтед         |
| 7 січня               | Фулгем               | 1:2          | Манчестер Юнайтед       |
| 7 січня               | Ноттінгем Форест     | 0:1          | Вулвергемптон Вондерерз |
| 8 січня               | Бредфорд Сіті        | 0:1          | Мідлсбро                |

## Четвертий раунд
У цьому раунді зіграли переможці попереднього етапу.
| Дата                   | Господарі            | Рахунок | Гості                   |
| ---------------------- | -------------------- | ------- | ----------------------- |
| 27 січня               | Сандерленд           | 1:0     | Іпсвіч Таун             |
| 27 січня               | Бристоль Сіті        | 1:1     | Кінгстоніан             |
| 7 лютого Перегравання  | Кінгстоніан          | 0:1     | Бристоль Сіті           |
| 27 січня               | Блекберн Роверз      | 0:0     | Дербі Каунті            |
| 7 лютого Перегравання  | Дербі Каунті         | 2:5     | Блекберн Роверз         |
| 27 січня               | Манчестер Сіті       | 1:0     | Ковентрі Сіті           |
| 27 січня               | Кру Александра       | 0:1     | Стокпорт Каунті         |
| 27 січня               | Саутгемптон          | 3:1     | Шеффілд Венсдей         |
| 27 січня               | Вікем Вондерерз      | 2:1     | Вулвергемптон Вондерерз |
| 27 січня               | Лідс Юнайтед         | 0:2     | Ліверпуль               |
| 27 січня               | Евертон              | 0:3     | Транмер Роверз          |
| 27 січня               | Квінз Парк Рейнджерс | 0:6     | Арсенал                 |
| 27 січня               | Астон Вілла          | 1:2     | Лестер Сіті             |
| 28 січня               | Джиллінгем           | 2:4     | Челсі                   |
| 28 січня               | Болтон Вондерерз     | 5:1     | Сканторп Юнайтед        |
| 28 січня               | Манчестер Юнайтед    | 0:1     | Вест Гем Юнайтед        |
| 6 лютого               | Мідлсбро             | 0:0     | Вімблдон                |
| 13 лютого Перегравання | Вімблдон             | 3:1 дч  | Мідлсбро                |
| 7 лютого               | Чарльтон Атлетик     | 2:4     | Тоттенгем Готспур       |

## П'ятий раунд
На цьому етапі зіграли переможці попереднього раунду.
| Дата                   | Господарі         | Рахунок      | Гості            |
| ---------------------- | ----------------- | ------------ | ---------------- |
| 17 лютого              | Лестер Сіті       | 3:0          | Бристоль Сіті    |
| 17 лютого              | Вікем Вондерерз   | 2:2          | Вімблдон         |
| 20 лютого Перегравання | Вімблдон          | 2:2 пен. 7:8 | Вікем Вондерерз  |
| 17 лютого              | Болтон Вондерерз  | 1:1          | Блекберн Роверз  |
| 7 березня Перегравання | Блекберн Роверз   | 3:0          | Болтон Вондерерз |
| 17 лютого              | Тоттенгем Готспур | 4:0          | Стокпорт Каунті  |
| 17 лютого              | Саутгемптон       | 0:0          | Транмер Роверз   |
| 20 лютого Перегравання | Транмер Роверз    | 4:3          | Саутгемптон      |
| 17 лютого              | Сандерленд        | 0:1          | Вест Гем Юнайтед |
| 18 лютого              | Ліверпуль         | 4:2          | Манчестер Сіті   |
| 18 лютого              | Арсенал           | 3:1          | Челсі            |

## Шостий раунд
На цьому етапі зіграли переможці попереднього раунду.
| Дата       | Господарі        | Рахунок | Гості             |
| ---------- | ---------------- | ------- | ----------------- |
| 10 березня | Лестер Сіті      | 1:2     | Вікем Вондерерз   |
| 10 березня | Арсенал          | 3:0     | Блекберн Роверз   |
| 11 березня | Транмер Роверз   | 2:4     | Ліверпуль         |
| 11 березня | Вест Гем Юнайтед | 2:3     | Тоттенгем Готспур |

## Півфінали
У півфіналах зіграли команди, що перемогли на попередньому етапі.
| Дата     | Господарі       | Рахунок | Гості             |
| -------- | --------------- | ------- | ----------------- |
| 8 квітня | Арсенал         | 2:1     | Тоттенгем Готспур |
| 8 квітня | Вікем Вондерерз | 1:2     | Ліверпуль         |

## Фінал
| 12 травня 2001 |

| Арсенал    | 1:2      | Ліверпуль     |
| ---------- | -------- | ------------- |
| Юнберг 72' | Протокол | Оуен 83', 88' |

| Мілленіум, Кардіфф Глядачів: 72 500 Арбітр: Стів Данн |